# Gəndov (Lerik)
Gəndov è un comune dell'Azerbaigian situato nel distretto di Lerik. Conta una popolazione di 292 abitanti.